# Теодор Терґонде
Теодор Копітерс де Терґонде (пол. Teodor Copiters de Tergonde; нім. Тheodor von Tergonde; помер до 1871) — землевласник.
У 1828 році разом з Калікстом Добжанським володів маєтком Добра. У середині XIX століття володів табличними маєтками: Гломча, Грушівка, Лодина, Улюч .
Член-засновник (3 липня 1845) Галицького господарського товариства і залишався ним у наступні роки. У 1855 р. він видав у Сяноці видання під заголовком Weltfragen (Europäischen) in Bezug auf die Riesenmacht Russlands .
Помер до 1871 року. Після його смерті майно перейшло до спадкоємців. Мав сина Владислава (народився в 1836 р.).
У 1872 році власниками маєтків були: Марія Терґонде Коппетерс (Hlumcza, Hruszówka, Łodzina) та Ромуальд Тергонде (Borownica, Ulucz) .